# Rhynchospora recurvata
Rhynchospora recurvata là loài thực vật có hoa trong họ Cói. Loài này được (Nees) Steud. miêu tả khoa học đầu tiên năm 1855.